# Under the Influence (Warrant)
Under the Influence è il sesto album in studio del gruppo musicale statunitense Warrant, pubblicato il 12 giugno 2001 dalla Perris Records. 
Si tratta di un album composto quasi interamente da cover eccetto le ultime due tracce. È anche l'ultimo album del gruppo con il cantante e leader storico Jani Lane.

## Tracce
1. Toys in the Attic (cover degli Aerosmith) – 3:01 (Steven Tyler, Joe Perry)
2. Hollywood (Down on Your Luck) (cover dei Thin Lizzy) – 3:41 (Scott Gorham, Phil Lynott)
3. Dead, Jail or Rock 'n' Roll (cover di Michael Monroe) – 4:26 (Michael Monroe, Little Steven, Nasty Suicide)
4. Hair of the Dog (cover dei Nazareth) – 3:23 (Dan McCafferty, Manny Charlton, Pete Agnew, Darrell Sweet)
5. Tie Your Mother Down (cover dei Queen) – 3:51 (Brian May)
6. Suffragette City (cover di David Bowie) – 3:36 (David Bowie)
7. Surrender (cover dei Cheap Trick) – 4:19 (Rick Nielsen)
8. Down Payment Blues (cover degli AC/DC) – 6:08 (Bon Scott, Angus Young)
9. Come and Get It (cover dei Badfinger) – 2:59 (Paul McCartney)
10. Sub Human – 3:05 (Jani Lane)
11. Face – 3:42 (Keri Kelli, Lane)

## Formazione
- Jani Lane – voce
- Billy Morris – chitarra, voce in Down Payment Blues
- Erik Turner – chitarra
- Jerry Dixon – basso
- Mike Fasano – batteria
- Mike Morris – tastiere